# دی‌موز
پروژه فهرست آزاد، که دی‌موز (برگرفته از دایرکتوری موزیلا) نیز خوانده می‌شد، یک فهرست چندزبانه با محتوای باز از پیوندهای وب است که متعلق به نت‌اسکیپ بوده و توسط جامعه‌ای از ویراستاران داوطلب نگهداری و پشتیبانی می‌شد.
دی‌موز از تمهید طبقه‌بندی برای سازمان دادن سیاههٔ وبگاه‌ها استفاده می‌کند. سیاهه‌های یک موضوع در شاخه‌ها گروه‌بندی می‌شوند که می‌توانند دارای زیرشاخه‌های کوچکتری هم باشند. عملکرد وب گاه DMOZ سرانجام بعد ۱۹ سال در تاریخ بیست و هشتم فروردین ۹۶ (۱۷ مارس ۲۰۱۷) متوقف شد.